# Cophosaurus texanus
Cophosaurus texanus – gatunek naziemnej jaszczurki z rodziny frynosomowatych (Phrynosomatidae), jedyny przedstawiciel rodzaju Cophosaurus Troschel, 1852. Występuje na suchych i kamienistych terenach południowych Stanów Zjednoczonych (Teksas, Nowy Meksyk i Arizona) oraz w północnym Meksyku. Prowadzi dzienny tryb życia. Żywi się owadami i ich larwami. Jest gatunkiem jajorodnym, samica składa jaja pod ziemią.